# Итусайнго (Корриентес)
Итусайнго́ (исп. Ituzaingó) — город и муниципалитет в Аргентине в провинции Корриентес. Административный центр департамента Итусайнго.

## История
Населённый пункт был основан в 1864 году по предложению итальянского предпринимателя Бернардино Валле. Название он получил в честь уругвайского городка Итусайнго, возле которого в 1827 году во время аргентино-бразильской войны состоялось сражение между аргентинскими и бразильскими войсками.
После строительства в конце XX века ГЭС Ясирета на аргентинско-парагвайской границе город оказался на берегу образовавшегося водохранилища, и стал популярным местом отдыха